# 雲希姆足球隊
雲希姆足球隊（挪威語：Ranheim Fotball）是一支為於挪威特隆赫姆兰海姆的足球隊，現時於挪甲作賽。雲希姆足球隊是雲希姆體育會（Ranheim IL）的足球部，於1901年成立。

## 近況
在2017年，雲希姆在挪甲聯賽取得第四名以晉身升班附加賽。球隊首先在主場以 1–0 擊敗第五名的辛尼斯，再在資格賽決賽作客以 2–1 力克莫達倫。在升降班附加賽對上挪超尾三的桑恩達，兩回合雙方各贏 1–0 下進入互射十二碼階段，雲希姆 5–4 獲勝，使他們首次登頂加入挪超。
2018年，在他們的首個球季，在不被看好之下在30戰取得12勝得42分排名第七，成功以中遊位置完成球季，成績超出外界預期。球會在憑藉出色的主場，更曾一度進佔聯賽榜季軍位置，季初更兩度取得三連勝佳績。2019年是他們的第二個挪超球季。

## 外部連結
- 官方网站
- EXTRA Arena - Nordic Stadiums （页面存档备份，存于）